# Lemmy Kilmister
Ian Fraser Kilmister (Burslem, Staffordshire, 24 de diciembre de 1945-Los Ángeles, California, 28 de diciembre de 2015), más conocido como Lemmy Kilmister, fue un músico, compositor, cantante y bajista británico, conocido por ser el líder, fundador y vocalista de la banda de heavy metal Motörhead.

## Biografía

### Niñez y juventud
Ian Fraser Kilmister nació en la Nochebuena de 1945 en Burslem, Stoke-on-Trent, Inglaterra. Cuando tenía tres meses de edad, su padre, un ex capellán de la Royal Air Force, se separó de su madre. Su madre y su abuela se establecieron en Newcastle-under-Lyme, otra zona adyacente a Stoke on Trent, para luego mudarse a Madeley (Staffordshire).
Cuando Ian tenía nueve años, su madre se casó con George Willis, quien tenía dos hijos mayores de un matrimonio previo, Patricia y Tony, con quienes nunca pudo llevarse bien. Luego la familia se mudó a una granja en Benllech, Anglesey, en Gales del Norte y fue en ese momento en el que comenzó a mostrar interés por el rock and roll, las mujeres y los caballos.
Asistió a la escuela Ysgol Syr Thomas Jones en Amlwch, donde fue apodado Lemmy, aunque no se sabe con exactitud por qué, se ha dicho que tiene su origen en la frase "Lemmy a quid till friday" (Préstame una libra hasta el viernes), por su hábito de pedir dinero para alimentar su adicción a las máquinas tragamonedas.
Al salir de la escuela ya se había mudado a Conwy con su familia, donde tuvo varios trabajos, entre ellos, en la fábrica de repuestos eléctricos local Hotpoint. A sus dieciséis años, Lemmy asistió a un concierto de The Beatles en el Cavern Club, y después aprendió a tocar la guitarra escuchando su álbum Please Please Me. También admiraba la actitud sarcástica del grupo, en particular la de John Lennon. Otra de sus importantes influencias es Cliff Richard. Por esos días, tocaba la guitarra para bandas locales, como The Sundowners, y pasaba tiempo en una escuela de equitación. A los diecisiete años, conoció a una chica llamada Cathy. Lemmy la siguió hasta Stockport, donde tuvo a su hijo Sean, que fue dado en adopción.

### Comienzos de su carrera musical
Lemmy formó parte en los años sesenta de pequeñas bandas como Sam Gopal, The Rockin' Vickers u Opal Butterfly, hasta que en 1971 se unió al grupo de rock espacial Hawkwind como bajista y vocalista ocasional. Puso su voz solista en varias canciones del grupo, incluyendo su mayor éxito en las listas británicas de sencillos «Silver Machine», que alcanzó el n.º 3 en 1972, y su bajo influido por estilos diversos, que se adaptaba a la temática espacial.
En 1975, después de varios conflictos con otros miembros del grupo, Lemmy formó una nueva banda junto con el guitarrista Larry Wallis y el baterista Lucas Fox. El grupo se llamó originalmente "Bastard", pero fue cambiado posteriormente a Motörhead, el título de la última canción que Lemmy compuso para Hawkwind. Poco tiempo después ambos músicos fueron reemplazados por el guitarrista Eddie Clarke y el baterista Phil Taylor y fue con esa formación con la que la banda empezó a ser conocida.

### Motörhead

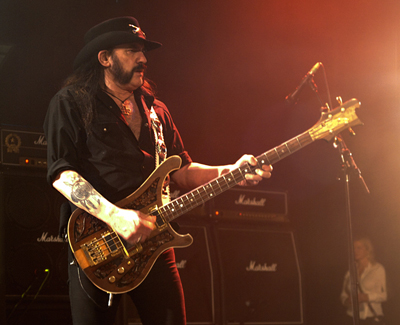
Lemmy en una de sus presentaciones con Motörhead en la gira de 2011 The Wörld is Yours Tour.

Los mayores éxitos del grupo vinieron en los años 1980 y 1981, cuando entró en las listas del Reino Unido gracias a álbumes como Ace of Spades y Overkill, y el álbum en directo No Sleep 'til Hammersmith. En esa época la banda se convirtió en un icono del heavy metal inglés y uno de los grupos con mayor influencia en la escena del heavy metal a nivel mundial.
A pesar de los constantes cambios en la formación del grupo, la última formación, con Lemmy acompañado por Phil Campbell (guitarra) y Mikkey Dee (batería), llevaba tocando desde 1995. En ese año, Metallica tocó en la fiesta del cincuenta cumpleaños del artista, quien en varias ocasiones expresó su agradecimiento.
En el año 2002, Lemmy publicó una autobiografía titulada White Line Fever.
En 2005, Motörhead ganó su primer Grammy compitiendo con bandas contemporáneas como Slipknot, Killswitch Engage, Hatebreed y Cradle of Filth en la categoría de Best Metal Performance por su versión de la canción de Metallica llamada «Whiplash».
En 2009, Lemmy Kilmister participó en la grabación de Slash, el primer álbum en solitario de Slash que fue editado en marzo de 2010. Lemmy interpretó la canción «Doctor Alibi».
En 2010, salió su documental titulado Lemmy.

### Últimos años y muerte

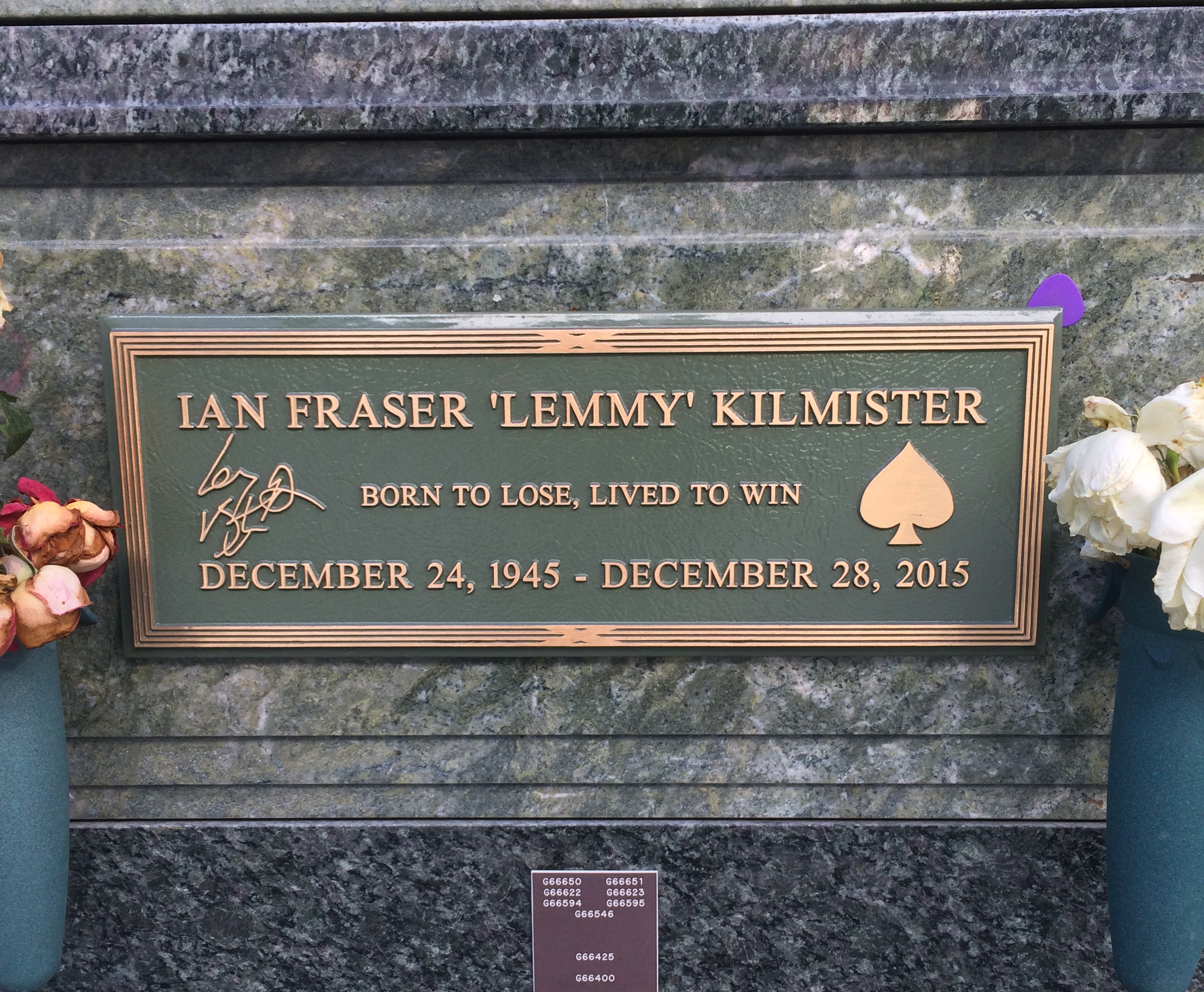
Tumba de Lemmy en Forest Lawn Hollywood.

Desde 1990 hasta 2015, Lemmy se asentó en Los Ángeles, California, y más recientemente hasta su muerte, en un apartamento de dos habitaciones ubicado a dos manzanas de su lugar favorito de esparcimiento, el Rainbow Bar and Grill.
En uno de sus últimos conciertos, el 1 de septiembre de 2015 en Austin, tuvo que interrumpirlo después de tocar tres temas y exclamar "no puedo hacerlo".
Falleció en su hogar el 28 de diciembre de 2015, a las 16:00 horas a consecuencia de un agresivo cáncer que le había sido diagnosticado apenas dos días antes. Tras su muerte, el baterista Mikkey Dee confirmó la disolución de Motörhead. Su mánager, Todd Singerman, reveló más tarde:

(Lemmy) llega a casa (de gira), tenemos una gran celebración de cumpleaños en el Whisky A Go Go. Sus amigos vinieron y tocaron. Dos días más tarde podía decir que no se sentía bien así es que lo llevamos al hospital, lo dan de alta, después del escáner cerebral, encontraron cáncer en su cerebro y su cuello... El doctor llega con los resultados un par de días más tarde y dice... es terminal.

Tras la autopsia realizada, se logró determinar las causas de muerte de Lemmy, las cuales fueron: cáncer de próstata, arritmia cardíaca e insuficiencia cardíaca congestiva.
El médico de cabecera de Lemmy, le había dado entre dos y seis meses de vida. Aunque su mánager había planeado mantener la noticia en secreto hasta su eventual muerte, Lemmy le recomendó encarecidamente hacer público el diagnóstico a comienzos de 2016, pero falleció antes de siquiera esbozar un comunicado de prensa. Seguido al diagnóstico, el dueño del Rainbow Bar, Mikael Maglieri le llevó a su apartamento un videojuego que Lemmy solía jugar en dicho bar, para que así él pudiera seguir jugando desde su habitación.
Su servicio fúnebre, se llevó a cabo en el Forest Lawn Memorial Park (Hollywood Hills) el 9 de enero de 2016. El funeral fue transmitido en vivo vía streaming en YouTube con más de 230 000 espectadores.
En su autobiografía del año 2002 White Line Fever, Lemmy escribió:

"La gente no se vuelve mejor cuando muere; solo hablan de ellos como si lo fueran, ¡pero no es cierto! Todavía son idiotas, ¡son idiotas muertos! ... No tuve realmente una vida importante, pero al menos fue divertida".

## Su hobby y su postura frente a la vida
Lemmy coleccionaba insignias militares  alemanas; tenía una Cruz de Hierro incrustada en su bajo, que llevó a las acusaciones de simpatizar con el nacionalsocialismo. Declaró que no era nazi y que recogía los recuerdos porque le gustaban. Se consideraba anarquista. También dijo que estaba en contra de la religión, el gobierno y toda autoridad establecida.

## Videojuegos
- 1992 Motörhead, Juego para Commodore Amiga y Atari ST basado en la misma banda. Lemmy tiene que rescatar a los miembros de su banda a base de guitarrazos y mamporrazos en este juego tipo Beat'em up que transcurre a lo largo de 6 niveles.
- 2006 Scarface: The World is Yours, voz: Contrabandista de armas.
- 2009 Brütal Legend, voz y personaje.
- 2009 Guitar Hero: Metallica, como avatar de jugador. Desbloqueado al completar la canción «Ace of Spades».
- 2016 No Man's Sky, la aleación de Titanio y Plutonio es llamada Lemmium en honor al compositor.
- 2020 Doom Eternal, la apariencia del Rey Novik es idéntica a la de Lemmy en homenaje.

## Discografía
- 1965 The Rockin' Vickers - Zing! Went the Strings of My Heart/ Stella (Sencillo)
- 1965 The Rockin' Vickers - It's Alright / Stay by Me (Sencillo)
- 1966 The Rockin' Vickers - Dandy / I Don't Need Your Kind (Sencillo)
- 1969 Sam Gopal - Escalator
- 1970 Opal Butterfly - Groupie Girl (Sencillo)
- 1972 Hawkwind - Silver Machine / Seven By Seven (Sencillo)
- 1972 Varios artistas - Revelation, triple álbum (una cara correspondiente a Hawkwind)
- 1972 Varios artistas - Greasy Trucker's Party (una cara correspondiente a Hawkwind)
- 1972 Hawkwind - Doremi Fasol Latido
- 1973 Hawkwind - Lord of Light (Sencillo)
- 1973 Hawkwind - Urban Guerrilla (Sencillo)
- 1973 Hawkwind - Space Ritual
- 1974 Hawkwind - Hall of the Mountain Grill
- 1974 Hawkwind - Psychedelic Warlords (Sencillo)
- 1974 Robert Calvert Ejection / Catch a Falling Starfighter (Sencillo)
- 1974 Robert Calvert - Captain Lockheed and the Starfighters
- 1975 Hawkwind - King of Speed (Sencillo)
- 1975 Hawkwind - Warrior on the Edge of Time
- 1977 Hawkwind - Masters of the Universe (Recopilatorio)
- 1977 Motörhead - Motörhead
- 1979 Motörhead - Overkill
- 1979 Motörhead - On Parole (grabado en 1975)
- 1979 The Damned - I Just Can't Be Happy Today / Ballroom Blitz (con Lemmy tocando el bajo) / Turkey Song (Sencillo)
- 1979 The Damned - Machine Gun Etiquette
- 1979 Motörhead - Bomber
- 1980 Motörhead - Ace of Spades
- 1980 The Young & Moody Band - Don't Do That (Sencillo & maxisencillo)
- 1981 Motörhead - No Sleep 'til Hammersmith
- 1981 Headgirl (Motörhead & Girlschool) - The St. Valentine's Day Massacre
- 1982 Motörhead - Iron Fist
- 1982 Lemmy & Wendy O. Williams - Stand by Your Man
- 1983 Motörhead - Another Perfect Day
- 1984 Motörhead - No Remorse
- 1984 Hawkwind - Earth Ritual Preview (maxisencillo)
- 1984 Robert Calvert - Freq
- 1984 Various artists - Hear 'n' Aid
- 1985 Hawkwind - Space Ritual Vol. 2 (Recopilatorio en directo)
- 1985 Hawkwind - In the Beginning (Directo)
- 1986 Motörhead - Orgasmatron
- 1986 Hawkwind - Approved History of Hawkwind 1967-1982
- 1987 Motörhead - Rock 'n' Roll
- 1988 Motörhead - No Sleep at All
- 1988 Albert Jarvinen Band - Countdown
- 1989 Nina Hagen - Nina Hagen
- 1990 Lemmy & The Upsetters - Blue Suede Shoes
- 1990 Varios artistas - The Last Temptation of Elvis: Blue Suede Shoes
- 1990 Hardware - Banda sonora original
- 1991 Motörhead - 1916
- 1992 Motörhead - March ör Die
- 1993 Motörhead - Bastards
- 1993 The Damned - Tales From The Damned
- 1994 Eddie Clarke - It Ain't Over till It's Over
- 1994 Shonen Knife - Tomato Head (Sencillo promocional)
- 1994 Shonen Knife - Rock Animals
- 1994 Varios artistas - Banda sonora original de la película Airheads, (incluye la canción de Motörhead y Ice T "Born to raise hell")
- 1995 Motörhead - Sacrifice
- 1996 Motörhead - Overnight Sensation
- 1996 Skew Siskin - Electric Chair Music
- 1996 Ugly Kid Joe - Motel California
- 1996 Various artists - Straight Edge as Fuck, Vol. 1-2
- 1996 Myth Dreams of World - Stories of the Greek & Roman Gods & Goddesses
- 1996 Skew Siskin - Voices From the War
- 1997 Varios artistas - Dragon Attack: A Tribute to Queen
- 1997 The Ramones - We're Outta Here!
- 1998 Motörhead - Snake Bite Love
- 1998 Varios artistas - Thunderbolt: A Tribute to AC/DC
- 1999 Motörhead - Everything Louder Than Everyone Else
- 1999 Jetboy - Lost & Found
- 1999 Skew Siskin - What the Hell
- 1999 Hawkwind - Epoch Eclipse: 30 Year Anthology (Caja recopilatoria)
- 1999 A.N.I.M.A.L. - Usa toda tu fuerza
- 2000 Lemmy - Slim Jim & Danny B - Lemmy - Slim Jim & Danny B
- 2000 Motörhead - We Are Motörhead
- 2000 Motörhead - The Best of Motörhead
- 2000 Motörhead - The Chase Is Better Than the Catch (Recopilatorio)
- 2000 Motörhead - Over the Top - The Rarities (Recopilatorio)
- 2000 Swing Cats - A Special Tribute to Elvis
- 2000 The Rockin' Vicars - The Complete - It's Alright
- 2000 Varios artistas - Bat Head Soup - Tribute to Ozzy Osbourne
- 2000 Doro - Calling the Wild
- 2001 Motörhead - All the Aces (Recopilatorio)
- 2001 The Pirates - Rock Bottom
- 2001 Varios artistas - Metallic Assault - A Tribute to Metallica
- 2002 Motörhead - Hammered
- 2002 Varios artistas - Guitar Greats
- 2002 Royal Philharmonic Orchestra, Mike Batt and guests - Philharmania
- 2002 Varios artistas - Metal Brigade
- 2002 Varios artistas - Rise Above: 24 Black Flag Songs to Benefit the West Memphis Three
- 2003 Motörhead - Stone Deaf Forever (Caja de 5 CD)
- 2003 Motörhead - Live at Brixton Academy - The Complete Concert
- 2003 Varios artistas - Ash Wednesday (Banda sonora original)
- 2003 Ace Sounds - Still Hungry
- 2003 Skew Siskin - Album of the Year
- 2004 Motörhead - Inferno
- 2004 Varios Artistas - Spin the Bottle, An All-Star Tribute to KISS
- 2004 Probot - Probot
- 2004 Varios artistas - Banda sonora original de la película SpongeBob SquarePants Movie Soundtrack (incluye la canción de Motörhead "You'd Better Swim")
- 2004/5 Varios artistas - Numbers From the Beast: An All Star Salute to Iron Maiden - Trooper
- 2005 Hawkwind - Take Me to Your Leader
- 2006 Lemmy - Damage Case (Recopilatorio)
- 2006 The Head Cat - Fool's Paradise
- 2006 Motörhead - Kiss of Death
- 2008 Motörhead - Motörizer
- 2010-2011 Motörhead - The World Is Yours
- 2010 Slash Featuring. Lemmy Kilmister - Doctor Alibi
- 2013 Motörhead - Aftershock
- 2015 Motörhead - Bad Magic

## Videografía

### VHS
- 1982 Live In Toronto - Castle Hendering
- 1984 Another Perfect Day EP
- 1985 Birthday Party
- 1986 Deaf Not Blind
- 1988 EP
- 1988 The Decline of Western Civilization II: The Metal Years
- 1990 Hardware
- 1991 Everything louder Than Everything Else
- 1994 John Wayne Bobbitt Uncut

### DVD
- 1987 Eat the Rich
- 1997 Romeo and Juliet - Troma Entertainment
- 2000 Cannibal! The Musical - Troma Entertainment
- 2001 25 & Alive Boneshaker - Steamhammer - SPV
- 2002 Motörhead EP
- 2002 The Best of Motörhead
- 2003 The Special Edition EP
- 2004 Everything Louder Than Everything Else
- 2005 Stage Fright
- 2006 The Head Cat Live: Rockin' the Cat Club
- 2010 Lemmyqwe
- 2012 La H: documental de Hermética